# The Grimm Variations
The Grimm Variations är en japansk animerad dramaserie som hade premiär på Netflix den 17 april 2024. Den första säsongen består av sex avsnitt och är baserad på bröderna Grimms sagor.

## Handling
Serien är uppbyggd som en antologi och består av sex berättelser inspirerade av bröderna Grimms klassiska sagor såsom Askungen, Rödluvan och Hans och Greta.

## Rollista (i urval)
- Tatsuhisa Suzuki – Jacob Grimm
- Misato Fukuen – Charlotte Grimm
- Kenji Nojima – Wilhelm Grimm